# 婕妤
婕妤または倢伃（しょうよ）は、中国前漢以降の後宮における皇帝の側室の称号である。

## 文字
『史記』外戚世家では「婕妤」、『漢書』では「倢伃」と書かれている。後世は「婕妤」のほうが多く用いられる。
韋昭によれば「婕」は「（皇帝の恩寵）をうける」、「妤」は「（皇帝を）たすける」という意味であるという。
『漢書』外戚伝上の顔師古注によれば「倢」は「接」（しょう、「せつ」は慣用音）と同音で、「皇帝の恩寵に接する」という意味であり、「伃」はほめ言葉であるという。

## 歴史
漢が成立した当初は、皇帝の嫡妻は皇后と呼ばれ、それ以外の妾はみな夫人と称し、そのほかに後宮には美人、良人、八子、七子、長使、少使の号があった。武帝の時に婕妤などの号が制定され、元帝の時に昭儀の号が制定された。
婕妤は皇后、昭儀に次ぐ地位であり、官位としては上卿、爵位としては列侯に相当する。
後漢において後宮の号は改められ、皇后、貴人、美人、宮人、采女だけになり、婕妤の号は廃止された。しかし曹操が魏公に封じられた際、魏国の後宮の号に婕妤も採用され、魏が禅譲を受けて以降も後宮の称号として存続したが、地位は前漢よりも下がっている。
晋においても婕妤の号は採用され、皇后、三夫人に次ぐ九嬪の一つとなっている。宋において婕妤は充媛（嬪の最低ランク一つ）に次ぐ地位であり、官位としては正三品に相当する。明の前期には嬪の一つであった。清代には廃止されている。